# TheGrefg
David Cánovas Martínez, més conegut com a TheGrefg (Alhama de Múrcia, 24 d'abril de 1997), és un youtuber, streamer i especulador immobiliari espanyol. El 3 d'abril del 2019 va arribar als 10 milions de subscriptors a la plataforma YouTube.
Carregà el seu primer vídeo amb catorze anys i es va fer popular per publicar vídeos de videojocs coneguts tals com Call of Duty, Clash Royale i Fortnite; d'aquest darrer en va realitzar una pel·lícula. En diversos vídeos ha promocionat diverses marques com Kontrol Freek, G Fuel i Burn Controllers Spain. El 2016 cofundà amb Goorgo l'organització d'eSports Team Heretics. L'octubre del 2020 començà a aparèixer en el reality de talents Top Gamers Academy com a mentor. L'11 de gener de 2021 va batre el rècord d'audiència de la plataforma de streaming Twitch reunint 2.468.678 espectadors simultàniament. El seu canvi de residència a Andorra va provocar certa polèmica en la comunitat youtuber.
És autor de llibres com Rescate en White Angel (The G-Squad), Los Secretos de Youtube i Team Heretics: Todo lo que necesitas saber sobre esports, conjuntament amb Goorgo i Methodz.